# Estación de Söğütlüçeşme
La estación de Söğütlüçeşme (en turco: Söğütlüçeşme İstasyonu) es una estación ferroviaria situada en el distrito de Kadıköy de Estambul, Turquía. Hasta 2013, la estación contaba con el servicio de trenes de cercanías Haydarpaşa, así como de trenes regionales e interurbanos. Söğütlüçeşme se cerró el 19 de junio de 2013 para su rehabilitación y ampliación para incorporar el nuevo sistema ferroviario de cercanías Marmaray. Ubicada 1,46 km (0,9 mi) al este de la Terminal de Haydarpaşa, está situado sobre un viaducto, con dos plataformas insulares y cuatro vías.
Reabrió sus puertas el 12 de marzo de 2019 junto con el resto del proyecto Marmaray hasta la estación de Gebze, en el distrito homónimo.

## Historia
La estación original fue inaugurada en 1872 por el gobierno otomano, como parte de un ferrocarril de Kadıköy a İzmit. Esta estación estaba situada justo al norte de la actual, a nivel del suelo. La estación, junto con la línea de ferrocarril, fue vendida a la Chemins de fer Ottomans d'Anatolie (CFOA) en 1880. La CFOA operó el ferrocarril hasta 1924, cuando fue comprado por el gobierno turco y finalmente absorbido por los Ferrocarriles Estatales de la República de Turquía. La estación de Söğütlüçeşme se convirtió en una parada del suburbano Haydarpaşa en 1951 y fue electrificada en 1969.
La estación actual fue construida entre 1975 y 1979 e inaugurada en 1985. En 2009, el Metrobus de Estambul se amplió desde Zincirlikuyu hasta Söğütlüçeşme, lo que convirtió a Söğütlüçeşme en la primera estación del suburbano Haydarpaşa en conectarse con el resto de la red de transporte público de la ciudad.

## Disposición
| Pista 1            |
| Plataforma de isla |
| Pista 2            |
| Pista 3            |
| Plataforma de isla |
| Pista 4            |

## Conexiones
La estación se encuentra también conectada por autobús y metrobús:
Autobús
- 14B Kadıköy–Birlik Mahallesi
- 14ÇK Kadıköy–Ş. Şahinbey Mahallesi
- 14ES Kadıköy–Esenşehir
- 14ŞB Kadıköy–Ş. Şahinbey Mahallesi
- 19ES Kadıköy–Esenşehir Mahallesi
- 20D Kadıköy–Yenişehir-Dudullu
- 21Y Kadıköy–Yenisahra-Batı Ataşehir
- ER1 Kadıköy–Erenköy Ring
- FB1 Kadıköy–Fenerbahçe Ring
- GZ1 Kadıköy–Göztepe

Metrobús
- 34A Söğütlüçeşme–Edirnekapı
- 34G Söğütlüçeşme–(Tüyap)Beylikdüzü (Sólo Noche)(G = Gece = Noche)
- 34Z Söğütlüçeşme–Zincirlikuyu

## Galería

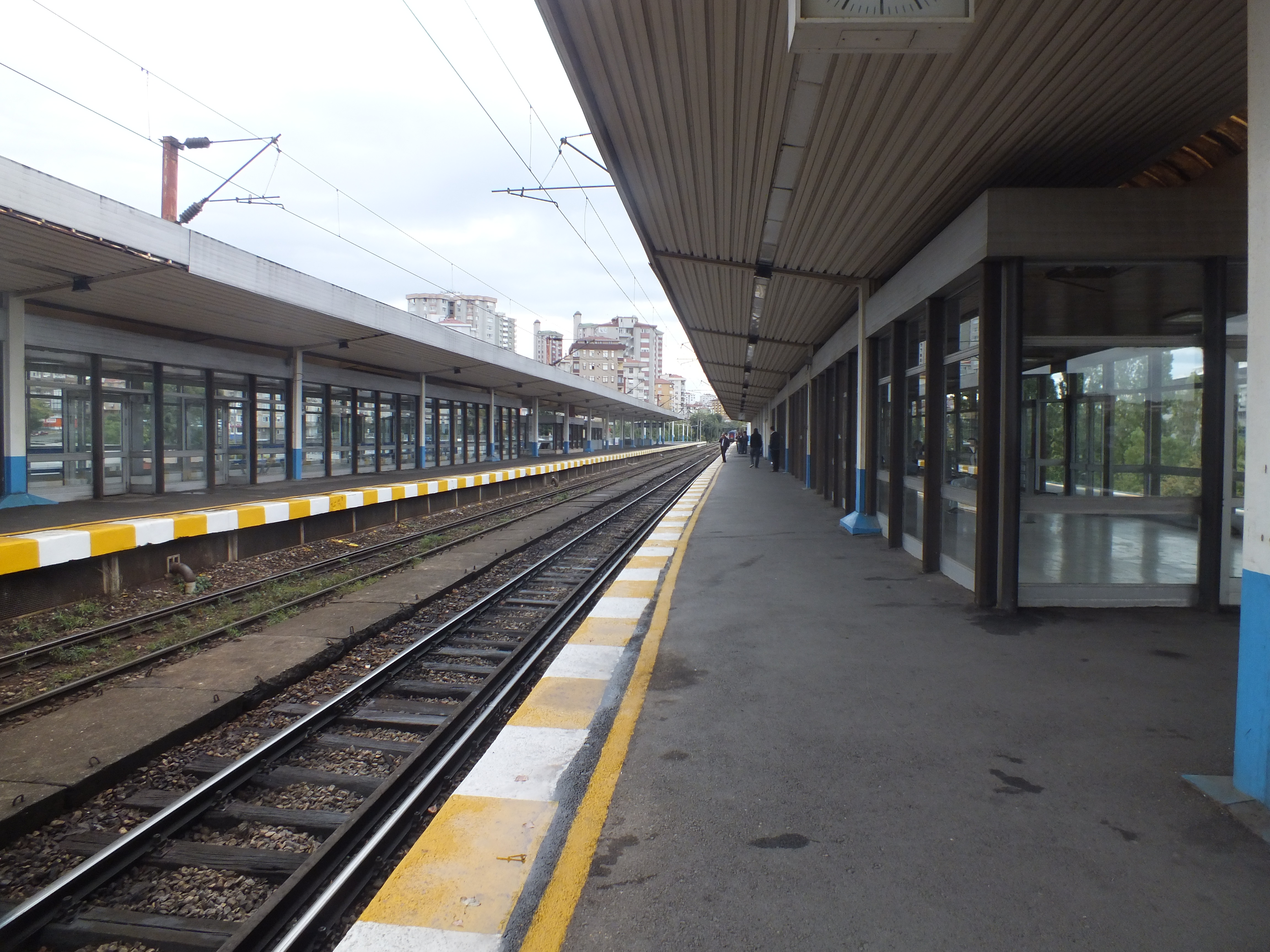
La estación antes de su remodelación.
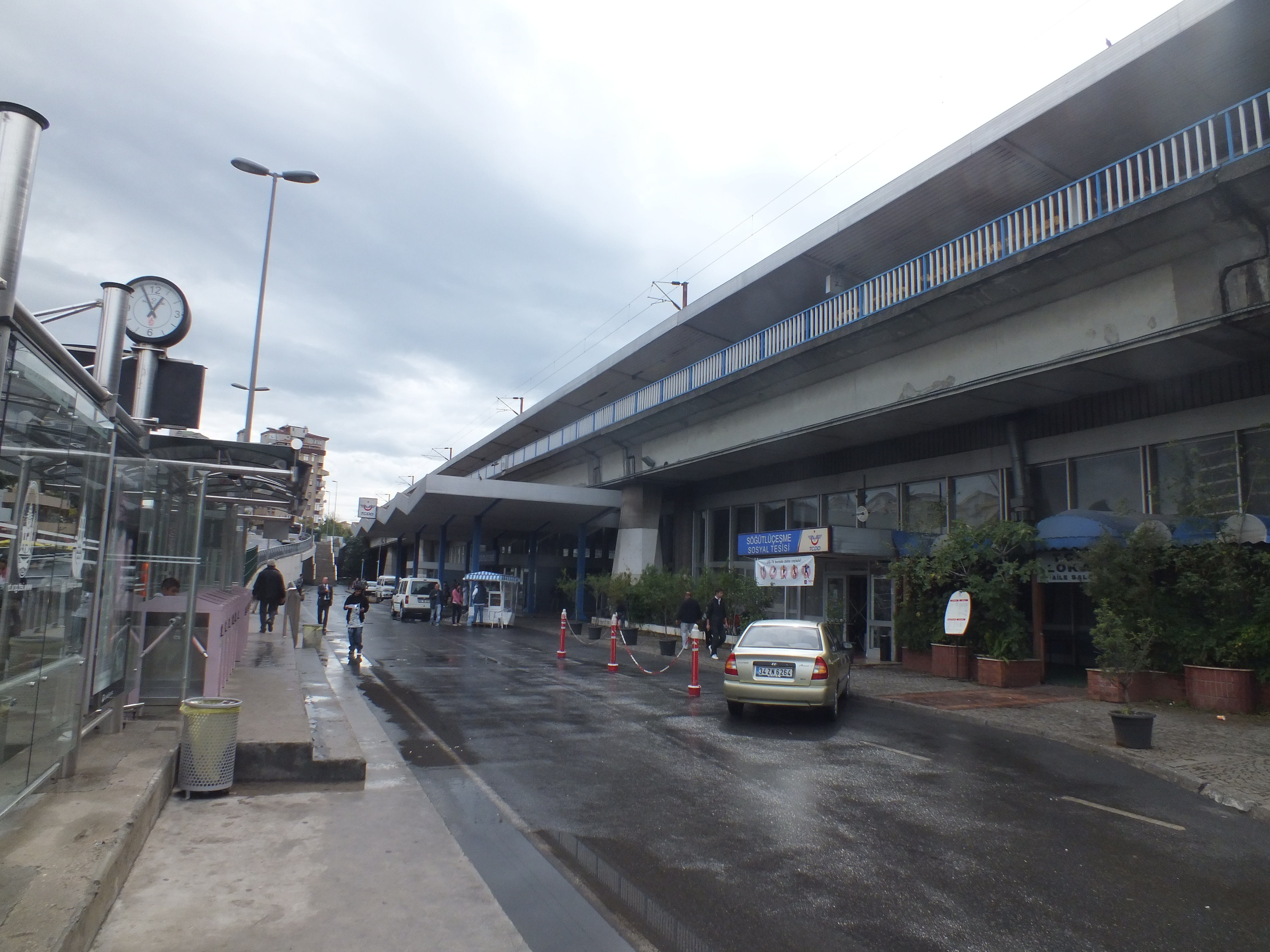
Vista de la estación desde la calle